# Horacio Zeballos
Horacio Zeballos (Mar del Plata, 27 de Abril de 1985) é um tenista argentino. Atingiu o posto de n.3 do mundo em duplas em 2019. Em 2013 alcançou seu melhor ranking na ATP em simples, como 39° do mundo, sendo o quinto melhor tenista da Argentina, Zeballos, conhecido como Cebolla ou Cebollin, tem cinco títulos challenger.
Encerrou o ano de 2011 como o número 109 do mundo.

## ATP Tour finais

### Simples: 2 (1-1)
| Legenda                           |
| --------------------------------- |
| Grand Slam (0–0)                  |
| ATP World Tour Finals (0–0)       |
| ATP World Tour Masters 1000 (0–0) |
| ATP World Tour 500 Series (0–0)   |
| ATP World Tour 250 Series (1–1)   |

| Finais por Piso |
| --------------- |
| Duro (0–1)      |
| Saibro (1–0)    |
| Grama (0–0)     |
| Carpete (0–0)   |

| Resultado | N. | Data              | Torneio                                      | Piso     | Oponente          | Placar                   |
| --------- | -- | ----------------- | -------------------------------------------- | -------- | ----------------- | ------------------------ |
| Vice      | 1. | 1 Novembro 2009   | St. Petersburg Open, São Petersburgo, Rússia | Duro (i) | Sergiy Stakhovsky | 6–2, 6–7(8–10), 6–7(7–9) |
| Campeão   | 1. | 10 Fevereiro 2013 | VTR Open, Viña del Mar, Chile                | Saibro   | Rafael Nadal      | 6–7(2–7), 7–6(8–6), 6–4  |

### Duplas: 5 (2-3)
| Legenda                           |
| --------------------------------- |
| Grand Slam (0–0)                  |
| ATP World Tour Finals (0–0)       |
| ATP World Tour Masters 1000 (0–0) |
| ATP World Tour 500 Series (0–0)   |
| ATP World Tour 250 Series (2–3)   |

| Finais por Piso |
| --------------- |
| Duro (0–1)      |
| Saibro (2–2)    |
| Grama (0–0)     |
| Carpete (0–0)   |

| Resultado | N. | Data              | Torneio                                      | Piso     | Parceiro         | Oponentes                    | Placar        |
| --------- | -- | ----------------- | -------------------------------------------- | -------- | ---------------- | ---------------------------- | ------------- |
| Campeão   | 1. | 21 Fevereiro 2010 | Copa Telmex, Buenos Aires, Argentina         | Saibro   | Sebastián Prieto | Simon Greul Peter Luczak     | 7–6(7–4), 6–3 |
| Vice      | 1. | 7 Fevereiro 2010  | Movistar Open, Santiago, Chile               | Saibro   | Potito Starace   | Oliver Marach Łukasz Kubot   | 4–6, 0–6      |
| Campeão   | 2. | 1 Maio 2011       | BMW Open, Munique, Alemanha                  | Saibro   | Simone Bolelli   | Andreas Beck Christopher Kas | 7–6(7–3), 6–4 |
| Vice      | 2. | 29 Setembro 2013  | Proton Malaysian Open, Kuala Lumpur, Malásia | Duro (i) | Pablo Cuevas     | Eric Butorac Raven Klaasen   | 2–6, 4–6      |
| Vice      | 3. | 16 Fevereiro 2014 | Copa Claro, Buenos Aires, Argentina          | Saibro   | Pablo Cuevas     | Marcel Granollers Marc López | 5–7, 4–6      |

## Simples (5)
| Legenda (Simples)               |
| Grand Slam (0)                  |
| ATP World Tour Masters 1000 (0) |
| ATP World Tour 500 (0)          |
| ATP World Tour 250 (0)          |
| Challengers (5)                 |

| N. | Data            | Torneio          | Piso   | Oponente na final | Placar           |
| 1. | 27 Janeiro 2009 | Bucaramanga      | Saibro | Carlos Salamanca  | 7–5, 6–2         |
| 2. | 16 Março 2009   | Bogotá           | Saibro | Santiago González | 7–63, 6–0        |
| 3. | 26 Julho 2009   | Manta            | Saibro | Vincent Millot    | 3–6, 7–5, 6–3    |
| 4. | 8 Agosto 2009   | Campos do Jordao | Duro   | Thiago Alves      | 6–7(4), 6–4, 6–3 |
| 5. | 4 Outubro 2009  | Buenos Aires     | Saibro | Gastón Gaudio     | 6–2, 3–6, 6–3    |